# Viktorija Čmilytė-Nielsen
Viktorija Čmilytė-Nielsen (født Čmilytė 6. august 1983) er en litauisk politiker og skakspiller. Hun har været Seimas' formand siden den 13. november 2020. Hun er stormester i skak og vandt EM for kvinder i 2011; hun har vundet det litauiske mesterskab to gange.
Čmilytė-Nielsen gik ind i politik i 2015 som medlem af Liberal Bevægelse. Da Remigijus Šimašius blev valgt som borgmester i Vilnius, overtog Čmilytė-Nielsen hans plads i Seimas. Ved valget i 2016 stillede hun op på partiets nationale liste og blev valgt ind i parlamentet. Hun fik større og større indflydelse i partiet og blev formand for Liberal Bevægelses parlamentsgruppe i september 2019. Hun var dermed partiets ansigt udadtil ved parlamentsvalget i 2020, hvor Liberal Bevægelse opnåede 13 pladser (7,04 %), og partiet gik i koalition med to andre center-højre-partier om at danne regering. I det forløb blev Viktorija Čmilytė-Nielsen valgt til leder af parlamentet.

## Privatliv
I sin fritid dyrker Čmilytė-Nielsen sport som f.eks. volleyball. Hendes modersmål er litauisk, og hun taler også engelsk, russisk og spansk.
Čmilytė-Nielsen giftede sig med den lettisk-spanske skakspiller Alexei Shirov i 2001. Parret blev skilt i 2007. Hun giftede sig senere med den danske skakspiller Peter Heine Nielsen i 2013 og tog hans efternavn. Hun har fire børn.